# Pere Arnau Amorós
Pere Arnau Amorós i Dalmau (Cabassers, 22 d'octubre del 1623 - El Vilosell, 9 d'abril del 1677) va ser un pagès que exercí de batlle jurisdiccional del monestir de Poblet al Vilosell.

## Biografia
Nasqué a Cabassers (Priorat) el 22 d'octubre del 1623. Fill de Jaume Amorós i de Caterina Dalmau.
En plena Guerra dels Segadors, el 15 de maig del 1643 es casà a Ulldemolins amb Isabel Anna Nebot. El nou matrimoni s'establí al Vilosell, on Amorós s'integrà ben aviat en els afers públics de la vila. El 1644 fou nomenat un dels jurats del poble a qui s'havien de passar els comptes de les confraries, càrrec que repetiria els anys 1646, 1648, 1652 i 1659.
Durant aquells anys participà en l'administració jurisdiccional del Vilosell, que llavors era feu del monestir de Poblet, fins que el 28 de setembre del 1664 l'abat d'aquell cenobi, Josep Reduà, el nomenà batlle del Vilosell. El càrrec li comportà tenir cura dels interessos del monestir de Poblet en aquella vila, exercir de funcionari judicial i executiu, dictar sentències en els procediments sumaris i verbals, dirigir el sometent i capturar i empresonar els malfactors. Consta documentalment que es mantingué en el càrrec de batlle jurisdiccional del Vilosell fins al 1672. Possiblement, però, el continuà exercint, fins a la seva mort, ocorreguda el 9 d'abril del 1677.